# Koura (fleuve)
Pour les articles homonymes, voir Kür et Koura.
La Koura (მტკვარი, Mt'k'vari, en géorgien, Kür en azéri, Kura ou Kuruçay en turc et Mtcouar en français au XIXe siècle) est un fleuve en Europe de l'Est et en Asie, qui s'écoule d'ouest en est entre le Caucase proprement dit et le petit Caucase. Elle était appelée Cyrus dans l'Antiquité. Le nom géorgien original de la Koura est Mtkvari, littéralement La Lente. La Koura est le plus grand fleuve de Transcaucasie.

## Géographie
La longueur totale du fleuve est de 1 515 kilomètres. La Koura prend sa source à l'extrême nord-est de la Turquie, dans le Petit Caucase, traverse la Géorgie dont elle arrose notamment la capitale Tbilissi, puis l'Azerbaïdjan où elle reçoit l'Araxe sur sa rive droite. Juste en amont de Tbilissi, elle est coupée par un barrage et par un autre après son entrée en Azerbaïdjan à Mingachevir (Mingäçevir), où elle forme le grand lac de Mingachevir. Elle parcourt 906 km de sa longueur en Azerbaïdjan et la superficie du bassin versant représente 188 000 km2 à la confluence avec l'Araxe. Elle se jette dans la mer Caspienne au sud de Bakou, formant un vaste delta alluvionnaire. Ici, elle se sépare en deux branches, la grande branche se jette dans la baie Kultug. Sur le bord de la Koura, il y a des villes comme Bordjomi, Gori, Mtskheta, Tbilissi, Roustavi, Mingachevir, Yevlax, Sabirabad, Salyan et Neftchala.
Elle reste navigable sur environ 480 km jusqu'au sud de Mingachevir. Elle était cependant navigable autrefois jusqu'à Tbilissi, mais les barrages hydroélectriques ont encore réduit son débit et sa profondeur. Elle est de plus fortement polluée par les centres industriels géorgiens de Tbilissi et de Roustavi, qui y rejettent du cobalt, de l'étain, du nickel et du cadmium.
Depuis 2002, l'Arménie, l'Azerbaïdjan et la Géorgie ont un projet commun d'amélioration du bassin de la Koura et de l'Araxe.
La Koura était jadis riche en esturgeons et en bélougas. L'envasement de son cours et les diverses pollutions font qu'il n'existe pratiquement plus de frai naturel. La reproduction industrielle dans trois centres azéris, dont l'écloserie expérimentale de Neftchala, permet cependant une importante production de caviar.

## Affluents
L'Araxe est le principal affluent de la Koura. Au point de confluence, rive gauche, le bassin versant de l'Araxe (102 000 km2) est plus étendu que celui de la Koura (86 000 km2).
Le fleuve Koura possède beaucoup d'affluents. Les plus notables sont :
- Shamkirchay (95 km)
- Alazani (en azéri Qanıx- 351 km)
- Turyançay
- Aghstafa (133 km)
- Iori (en azéri Qabırrı- 320 km)
- Tartar (200 km)
- Khachincay (119 km)
- Gandjacay (99 km)
- Alincan (98 km)

## Hydrologie
Le débit inter annuel ou module de la Koura a été observé pendant 55 ans à Surra à 140 km de son embouchure (bassin versant de 178 000 km2 soit 84 % de sa totalité). Le fleuve présente une période de hautes eaux au printemps avec un maximum au mois de mai correspondant à la période de fonte des neiges. Le débit mensuel peut varier entre 120 m3/s et 2 250 m3/s.